# Оремиф
Ореми́ф (нивх. Оремиф — глинистая земля) — село в Николаевском районе Хабаровского края. Административный центр Оремифского сельского поселения, находится в 37 километрах от райцентра — города Николаевск-на-Амуре. Расположено на берегу Амурского лимана.

## История
Первое упоминание о селе относится к 1900 году.

## Население
| 1926 | 1992 | 2002 | 2010 | 2011 | 2012 | 2021 |
| ---- | ---- | ---- | ---- | ---- | ---- | ---- |
| 38   | ↗397 | ↘327 | ↘262 | ↘260 | ↘254 | ↘129 |

## Экономика
База рыболовецкой артели имени Блюхера.